# Sibila de Fortià
Sibila de Fortià (Fortià, 1350 - Barcelona, 24 de novembro de 1406) foi rainha consorte de Aragão como a quarta esposa de Pedro IV. Ela era filha de Berengário de Fortià e de Francisca de Palau.

## Biografia
Em 1371 casou em primeiras núpcias com Artal de Foces, nobre aragonês, de quem enviuvou em 1374.
Viúva, Sibila recebeu o rei Pedro e sua terceira esposa, Leonor da Sicília, na sua casa em Empordà, na Catalunha. Assim, se tornou dama de companhia da rainha.

## Segundo casamento
Após a morte de Leonor, Pedro decidiu se casar com a jovem, o que levou a conflitos entre seus filhos Martim e João I, ambos filhos da falecida rainha. Mesmo assim, eles se casaram em Barcelona, em 11 de outubro de 1377.
Foi coroada rainha de Aragão em Saragoça em janeiro de 1381.

### Filhos
O casal teve três filhos:
- Afonso de Aragão (n. 1376), nasceu antes do casamento dos pais, e morreu jovem;
- Pedro de Aragão, nascido e morto em 1379;[3]
- Isabel, Condessa de Urgel[2] (1380 - 1424) foi esposa de Jaime II de Urgel, e mãe de seus filhos, incluindo Isabel de Urgel, duquesa de Coimbra como esposa do infante Pedro de Portugal, 1.º Duque de Coimbra.

## Viuvez e Morte
Com a morte do rei em 6 de janeiro de 1387, seu filho João o sucedeu. Sibila então fugiu para Sant Martí Sarroca, na Catalunha. Logo, porém, foi ordenado que a antiga rainha retornasse a Aragão, que passou então a viver em Barcelona.
Sibila morreu em 24 de novembro de 1406, e foi inicialmente enterrada no Convento de São Francisco, e atualmente está sepultada na Catedral de Barcelona. 